# Jonas Petri Hielm
Jonas Petri Hielm född i Hjälmseryds församling, Jönköpings län, död 22 april 1694 i Dädesjö församling, Kronobergs län, var en svensk präst.

## Biografi
Jonas Petri Hielm var son till en bonde i Hjälmseryd. Han blev 1655 student vid Uppsala universitet. Hielm disputerade 1663 och 1668 och blev 1667 filosofie kandidat. Kort därefter avlade han även magisterexamen. 1669 blev han konrektor vid Växjö trivialskola. Hielm prästvigdes 21 december 1670. 1673 blev han rektor vid Växjö trivialskola. Hielm blev 1677 kyrkoherde i Dädesjö församling. Hielm avled 22 april 1694.

### Familj
Hielm gifte sig 20 juni 1669 med Maria Colliander (1650–1730). Hon var dotter till kyrkoherden Birgerus Colliander och Ingegerd Björnsdotter i Åsenhöga församling. De fick tillsammans barnen professorn Petrus Hielm (1670–1715) i Åbo, krigsprästen Johannes Hielm (1672–1702), studenten Jonas Hielm (1679–1699) vid Uppsala universitet, kyrkoherden Andreas Hielm (1680–1741) i Algutsboda församling, Margareta Hielm som gifte sig med kyrkoherden Steno Rothman i Lenhovda församling, Maria Hielm (1684–1747) som gifte sig med vice häradshövdingen Daniel Lundberg på Linnebjörke, kyrkoherden Erik Hielm (född 1688) i Göteryds församling, Catharina Hielm som gifte sig med komministern Lars Montelius i Skepperstads församling och Ingrid Hielm som gifte sig med kyrkoherden Laurentius Siggonius i Hovmantorps församling.